# Лангельн (Гольштейн)
Лангельн (нем. Langeln) — община в Германии, в земле Шлезвиг-Гольштейн.
Входит в состав района Пиннеберг. Подчиняется управлению Ранцау. Население составляет 523 человека (на 31 декабря 2010 года). Занимает площадь 10,28 км². Официальный код — 01 0 56 034.
Коммуна подразделяется на 4 сельских округа.
Муниципальный герб Лангельна разделен на зеленый, синий, зеленый и красный серебряной волнистой линией, поднимающейся по диагонали вправо, и серебряной прямой линией, расположенной ближе к правому краю. Вверху слева четыре «плавающих» серебряных кургана, более крупный в левом верхнем углу, три меньших вдоль волнистой линии, ниже — серебряный плуг. Зеленый базовый цвет и бесколёсный плуг символизируют сельское хозяйство, которое повлияло на развитие деревни на протяжении поколений. Наклонная волнистая полоса указывает на извилистую линию реки Крюккау, которая образовалась во время последнего ледникового периода. Линия, направленная сверху вниз, представляет собой магистральную дорогу, построенную датским королем в 1832 году, сегодняшняя Bundesstraße 4. Четыре кургана указывают на раннее поселение. Цвета синий, белый и красный предназначены для отражения принадлежности к Шлезвиг-Гольштейну.